# Lista över fornlämningar i Söderköpings kommun
Lista över fornlämningar i Söderköpings kommun är en förteckning av ett urval av de fornlämningar som finns i Söderköpings kommun.

## Börrum
Se Lista över fornlämningar i Söderköpings kommun (Börrum)

## Drothem
Se Lista över fornlämningar i Söderköpings kommun (Drothem)

## Gårdeby
Se Lista över fornlämningar i Söderköpings kommun (Gårdeby)

## Mogata
Se Lista över fornlämningar i Söderköpings kommun (Mogata)

## Sankt Anna
Se Lista över fornlämningar i Söderköpings kommun (Sankt Anna)

## Skällvik
Se Lista över fornlämningar i Söderköpings kommun (Skällvik)

## Skönberga
Se Lista över fornlämningar i Söderköpings kommun (Skönberga)

## Söderköping
Se Lista över fornlämningar i Söderköpings kommun (Söderköping)

## Västra Husby
Se Lista över fornlämningar i Söderköpings kommun (Västra Husby)

## Östra Ryd
Se Lista över fornlämningar i Söderköpings kommun (Östra Ryd)